# Wapen van Kantens

Het wapen van Kantens

Het wapen van Kantens werd op 9 oktober 1903 per Koninklijk Besluit door de Hoge Raad van Adel aan de Groninger gemeente Kantens toegekend. Vanaf 1990 is het wapen niet langer als gemeentewapen in gebruik omdat de gemeente Kantens opging in de gemeente Hefshuizen, nu Eemsmond.

## Blazoenering
De blazoenering van het wapen luidt als volgt:
In zilver vijf ruiten van sabel, geplaatst drie en twee, en een schildzoom van azuur. Het schild gedekt door eene vijfbladerige kroon van goud.

## Verklaring
De wapen is een geografische weergave van gemeente Kantens. De vijf ruiten verwijzen naar de vijf kerkdorpen in de toenmalige gemeente (Kantens, Zandeweer, Rottum, Stitswerd en Eppenhuizen) omringd door water.
Adorp
· Aduard
· Appingedam
· Baflo
· Bedum
· Beerta
· Bellingwedde
· Bellingwolde
· Bierum
· De Marne
· Delfzijl 
· Eemsmond
· Eenrum
· Ezinge
· Finsterwolde
· Grijpskerk
· Grootegast
· Haren
· Hefshuizen
· Hoogezand
· Hoogezand-Sappemeer
· Hoogkerk
· Kantens
· Kloosterburen
· Leek
· Leens
· Loppersum
· Marum
· Meeden
· Menterwolde
· Middelstum
· Midwolda
· Muntendam
· Nieuweschans
· Nieuwe Pekela
· Nieuwolda
· Noordbroek
· Noorddijk
· Oldehove
· Oldekerk
· Onstwedde
· Oosterbroek
· Oude Pekela
· Reiderland
· Sappemeer
· Scheemda
· Slochteren
· Stedum
· Ten Boer
· Termunten
· Uithuizen
· Uithuizermeeden
· Ulrum
· Usquert
· Vlagtwedde
· Warffum
· Wedde
· Wildervank
· Winschoten
· Winsum
· 't Zandt
· Zuidbroek
· Zuidhorn